# التفاحة الممنوعة (مسلسل)
التفاحة الممنوعة (بالتركية: Yasak Elma)‏ هو مسلسل تلفزيوني تركي من بطولة ايدا ايجي وشيفال سام وبيران داملا يلماز وسيفدا إرجينجي ومراد أيغن ، عُرض لأول مرة على قناة فوكس في 19 مارس 2018.

## القصة
تدور أحداث مسلسل التفاحة الممنوعة في مدينة إسطنبول ويجسد المسلسل قصة اندر التي تكون متزوجة من رجل أعمال غني ولكنه بخيل، فتجد الحل لتحضر له يلديز الفتاة الجميلة، وهي طموحة وتحلم دائما بالزواج برجل غني لتعيش معه حياة الرفاهية، لكن يلديز تتصرف بذكاء وتتزوج بخالد، حيث يكون عندها اخت وهي على عكسها تماما، فزينب تفكر بالمنطق ورومانسية وتبحث عن الحب، لتلتقي بعلي خان صاحب شركات الطيران، ليقعا بحب بعض، وتبدا الاحداث تزداد شوقا مع مرور المواسم والحلقات.

## الممثلون

### الشخصيات الرئيسية
| الممثل            | الدور            | الحلقات       |
| ----------------- | ---------------- | ------------- |
| شيفال سام         | إندر شلبي        | 1-            |
| إيدا إيجي         | يلديز يلماز      | 1-            |
| اونور تونا        | علي خان تاشديمير | 1-46          |
| طلعت بولوت        | خالد ارجون       | 1-85          |
| سيفدا إرجينجي     | زينب يلماز       | 1-46,150-177  |
| نسرين جواد زاده   | شاهقة إكينجي     | 44-108        |
| باريش كيليتش      | كايا إكينجي      | 42-85,106-110 |
| توفانا توركاي     | عائشة/ليلى شيلبي | 49-70         |
| جوكهان ألكان      | كريم إنجسو       | 72-85         |
| إردال أوزياغجرال  | حسن علي كويجو    | 86-110        |
| برك أوكتاي        | تشاتاي كويجو     | 86-146        |
| بيران داملا يلماز | كومرو يلدريم     | 111-          |
| مراد أيغن         | دوغان یلدريم     | 111-          |

### الشخصيات الثانوية
| الممثل                       | الدور          | الحلقات    |
| ---------------------------- | -------------- | ---------- |
| هاكان كارهان                 | نادر كيليش     | 57-71      |
| نيلجون تركسيفير              | زرين تاشديمير  | 1-47,64-67 |
| سنان إيروغلو / أحمد كاياكسين | هاكان كورتولوش | 1-46       |
| إرم كاهيا أوغلو              | شنغول دوغان    | 1-13       |
| كيفانش كصابالي               | سنان           | 1-14       |
| إردم كايناركا                | دوندار         | 27-40      |
| تولجا سالا                   | قربان          | 27-40      |
| زينب باستيك                  | إيرام          | 23-33، 69  |
| صرب جان كور أوغلو            | كمال           | 15-37      |
| توتشه كوشاك                  | لالي أوزون     | 1-12       |
| إيبرو شاهين                  | هيرا بوزق      | 14-23      |
| يليز سار                     | دفني           | 14-19      |
| جون أكينجي                   | جيم            | 10-21      |
| ميليسا دوغو                  | اسومان يلماز   | __         |
| كانسو ميليس كاراكوش          | إليف           | 40-44      |

## تقويم البث
| الموسم | الموسم | الحلقات | الحلقات | البث الأصلي    | البث الأصلي   | البث الأصلي | فترة الزمنية  |
| الموسم | الموسم | الحلقات | الحلقات | البث الأول     | البث الأخير   | الشبكة      | فترة الزمنية  |
| ------ | ------ | ------- | ------- | -------------- | ------------- | ----------- | ------------- |
|        | 1      | 12      | 12      | 19 مارس 2018   | 4 يونيو 2018  | فوكس        | الاثنين 20.00 |
|        | 2      | 35      | 35      | 10 سبتمبر 2018 | 27 مايو 2019  | فوكس        | الاثنين 20.00 |
|        | 3      | 27      | 27      | 9 سبتمبر 2019  | 23 مارس 2020  | فوكس        | الاثنين 20.00 |
|        | 4      | 36      | 36      | 7 سبتمبر 2020  | 10 مايو 2021  | فوكس        | الاثنين 20.00 |
|        | 5      | 36      | 36      | 13 سبتمبر 2021 | 13 يونيو 2022 | فوكس        | الاثنين 20.00 |
|        | 6      | 31      | 31      | 19 سبتمبر 2022 | 5 يونيو 2023  | فوكس        | الاثنين 20.00 |

## روابط خارجية
- التفاحة الممنوعة على موقع IMDb (الإنجليزية)
- التفاحة الممنوعة على موقع كينوبويسك (الروسية)
- التفاحة الممنوعة على موقع قاعدة بيانات الفيلم (الإنجليزية)
- الموقع الرسمي
 باللغة التركية